# Maarten Heijmans

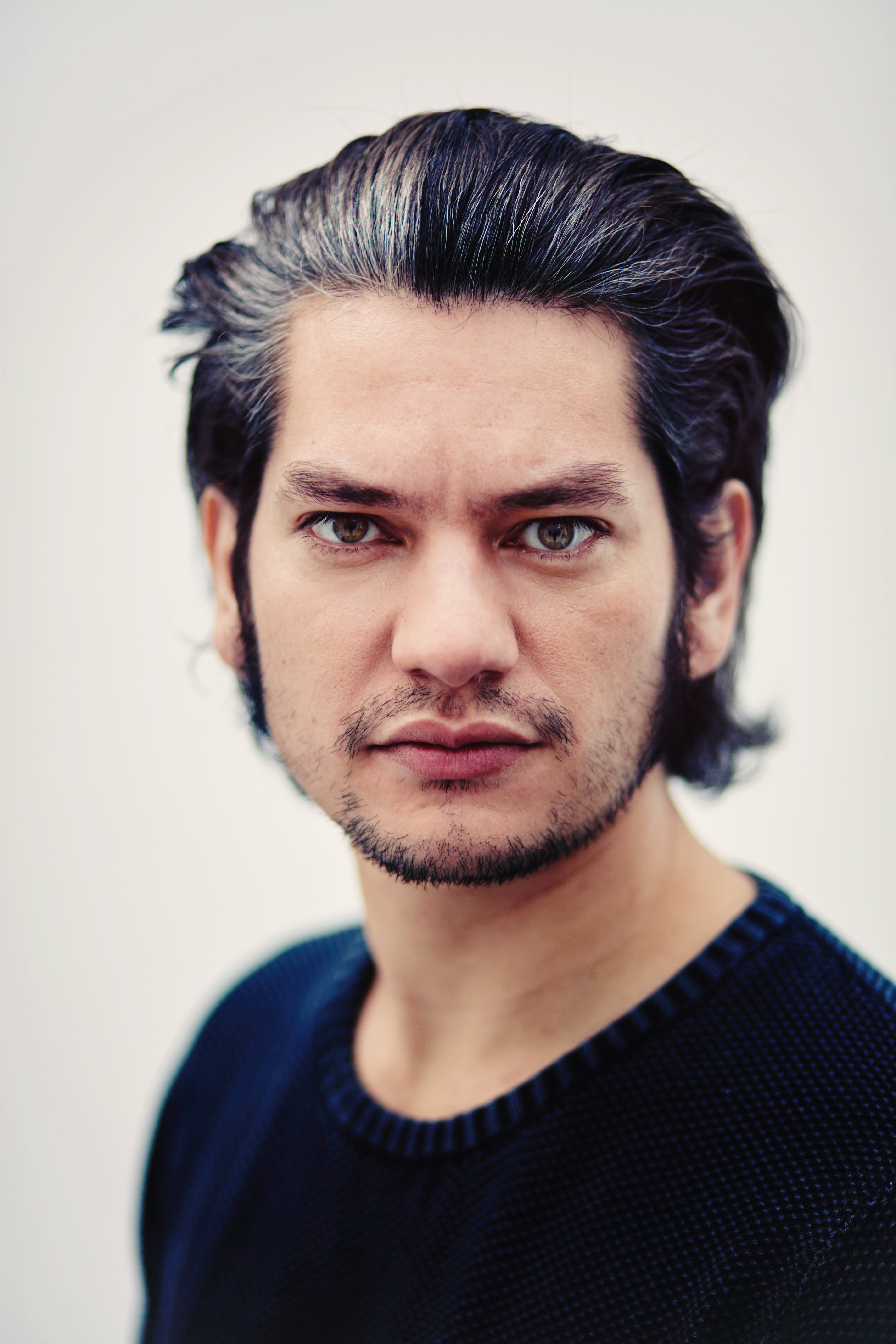
Maarten Heijmans, 2016

Maarten Henri Lajos Heijmans (* 24. Dezember 1983 in Amsterdam) ist ein niederländischer Schauspieler und Sänger. Er studierte an der Amsterdamse Toneelschool, heute die Academie voor Theater en Dans, und der im gleichen Hause befindlichen Kleinkunstacademie.

## Biografie
Maarten Heijmans ist der Sohn eines Krankenhausarchivars und einer Lehrerin. Er wuchs in Purmerend auf und war als Kind sehr introvertiert und summte oft Lieder vor sich hin. Seine Mutter bemerkte dies und steckte ihn in einen Chor, wo er sich auch wohl fühlte. Während seiner Ausbildung am Gymnasium am Jan van Egmondlyceum in Purmerend erarbeitete er sich – nach eigenem Bekunden bewusst – lediglich eine gerade so ausreichende Abschlussnote, die zum Bestehen reichte.
Heijmans spielte bereits früh in Musicals, wie Oliver Twist. Während des Studiums übernahm er Rollen in verschiedenen Bühnenproduktionen, darunter De goede mens van Sezuan (Der gute Mensch von Sezuan) und De kleine Kapitein. Nach seinem Schulabschluss 2007 schuf er mit einem ehemaligen Klassenkameraden die Produktion De huilende kers/The Crying Cherry. Im Jahr 2008 gewannen sie mit dieser Produktion den Amsterdam Fringe Award. In der Folge war das Stück auch auf dem Prague Fringe und dem Edinburgh Festival Fringe zu sehen.
Im Jahr 2008 wirkte Heijmans in dem Musical Verplichte Figuren von und mit Alex Klaasen mit. Mit dem Ensemble Het Toneel Speelt wirkte er in Expats von Peter van de Witte unter der Regie von Mark Rietman mit und spielte in zwei Werken von Herman Heijermans: De wijze Kater und Op hoop van zegen unter der Regie von Jaap Spijkers. Eine weitere Theatergesellschaft, bei der Heijmans mitwirkte ist De Toneelmakerij, wo er in Stücken wie Thaibox verdriet unter der Regie von Liesbeth Coltof mitwirkte. Im Sommer 2011 spielte er die Hauptrolle in der Show Les enfants du paradis im Freilichttheater des Amsterdamse Bos.
Im Fernsehen nahm Heijmans an der Kindersendung Het Klokhuis teil und spielte 2009 die Rolle des Kwark in der Kinderserie TiTa Tovenaar.
Von August 2013 bis 5. Januar 2014 spielte er die Rolle des Anton im Musical Soldaat van Oranje.
2014 übernahm Heijmans die Rolle des Künstlers Ramses Shaffy in einer vierteiligen biographisch angelegten Dramaserie RAMSES der Rundfunkgesellschaft AVRO. Für diese Darbietung erhielt Heijmans ein Goldenes Kalb und am 23. November 2015 den internationalen Emmy Award. Im März und April 2014 spielte Heijmans die Hauptrolle in dem Stück Vaslav, das auf dem Buch von Arthur Japin über den russischen Tänzer Vaslav Nijinsky basiert. Darin spielte er die Titelrolle. Am 31. Januar 2015 war Heijmans zusammen mit Sallie Harmsen in dem Fernsehfilm Het mooiste wat er is in Zusammenarbeit mit dem Evangelische Omroep zu sehen.
Ab der Spielzeit 2018/2019 war Heijmans Teil des Ensembles des Internationaal Theater Amsterdam, der ehemaligen Toneelgroep Amsterdam, zu sehen. Zuvor spielte er am ITA in Maria Stuart (2014, Regie: Ivo van Hove) und Ibsen Huis (2017, Regie: Simon Stone), wofür er 2017 den Preis Arlecchino erhielt.
Im November 2019 veröffentlichte er das Album Ramses mit eigenen Bearbeitungen von Liedern von Ramses Shaffy, wie er sie zuvor bei den Theateraufführungen vorgetragen hatte.
Heijmans spielt auch regelmäßig in niederländischen Spielfilmen mit. So spielte er 2019 die Hauptrolle neben Elise Schaap in Wat is dan liefde. Im Jahr 2021 spielte er die Rolle des jungen Joost de Vries in dem Film Mijn vader is een vliegtuig, basierend auf dem gleichnamigen Buch von Antoinette Beumer.
Er übernahm auch Rollen niederländischen Fernsehserien, wie Klem oder eine der Hauptrollen in Arcadia – Du bekommst was du verdienst.

## Filmografie
| Jahr      | Titel                 | Rolle                                          | Anmerkungen                                                |
| --------- | --------------------- | ---------------------------------------------- | ---------------------------------------------------------- |
| 2006      | Koppels               | unbekannt                                      |                                                            |
| 2007      | SpangaS               | Antoine                                        | 6 Folgen                                                   |
| 2008      | S1NGLE                | Sep Deporter                                   | 4 Folgen                                                   |
| 2009      | TiTa Tovenaar         | Kwark                                          |                                                            |
| 2014      | RAMSES                | Ramses Shaffy                                  | Goldenes Kalb                                              |
| 2016      | Danni Lowinski        | Anthon Roodhart (Pit)                          | niederländische Version der deutschen Serie Danni Lowinski |
| 2016      | Rundfunk              | Harakiri                                       |                                                            |
| 2017      | De Gelaarsde Poes     | Hauptrolle                                     | Musical, folgend dem Märchen Der gestiefelte Kater         |
| 2017      | Suspects              | Kees Hansen                                    | niederländisches Remake der britischen Serie Suspects      |
| 2018      | Klem                  | Wout Borgesius                                 |                                                            |
| 2019      | De 12 van Schouwendam | Eric van Pallant                               |                                                            |
| 2019–2021 | De TV Kantine         | u. a. Beau van Erven Dorens und Thierry Baudet |                                                            |
| 2019      | Oogappels             | Ramses Buitendijk                              |                                                            |
| 2021      | De regels van Floor   | Vater von Joeri                                |                                                            |
| 2023      | Arcadia               | Marco Simons                                   | Erste Staffel, 8 Folgen                                    |
| 2023      | Cast                  | sich selber                                    | 1 Folge                                                    |
| 2024      | Máxima                | Professor Baud                                 | 1 Folge                                                    |
| 2025      | Arcadia               | Marco Simons                                   | Zweite Staffel, 8 Folgen                                   |

| 2006 | Het woeden der gehele wereld                  | Alex Goudveyl           |                                                                                        |
| 2012 | Hemel                                         | Teun                    |                                                                                        |
| 2015 | Brasserie Valentijn                           | Lesley                  |                                                                                        |
| 2016 | Mister Twister – Eine Klasse im Fußballfieber | Meneer Frits            |                                                                                        |
| 2017 | Storm: Letters van Vuur                       | Alwin                   |                                                                                        |
| 2017 | Weg van Jou                                   | Stijn                   |                                                                                        |
| 2019 | Centraal - Wat je vindt mag je houden         | Rafael                  |                                                                                        |
| 2019 | Wat is dan Liefde                             | Gijs Dingenauts         |                                                                                        |
| 2019 | Peitruss                                      | Joakim                  |                                                                                        |
| 2019 | Penoza – Die Rächerin                         | Rechtsanwalt von Carmen |                                                                                        |
| 2020 | Hemelrijken                                   | Michel                  |                                                                                        |
| 2021 | Ferry                                         | Rico                    |                                                                                        |
| 2021 | Mijn vader is een vliegtuig                   | der junge Joost         |                                                                                        |
| 2023 | Het Geheugenspel                              | Alex Pruijssers         | Verfilmung des Kriminalromans The Memory Game des britischen Autorenpaars Nicci French |
| 2023 | Teenage Mutant Ninja Turtles: Mutant Mayhem   | Bebop                   | Stimme                                                                                 |
| 2024 | Een schitterend gebrek                        | Jan van der Kemp        |                                                                                        |
| 2024 | Schitterend                                   | Milan                   | basierend auf dem deutschen Film Wunderschön (2022)                                    |

## Diskografie

### Alben
| Ramses | 2019 | 7-12-2019 | 92 | 1 |

## Auszeichnungen
- 2014: Goldenes Kalb für die Verkörperung des jungen Ramses Shaffy in Ramses.
- 2015: De tv-beelden für die gleiche Leistung
- 2015: Emmy Award ebenfalls
- 2017: Arlecchino für die Rolle des Sebastiaan in Ibsen huis.
- 2021: Willem Wilminkprijs, für das Kinderlied Ziekenhuis (gesungen in der Sendung Het Klokhuis).